# Цвијета Месић
Цвијета Месић (Београд, 7. август 1948) српска је филмска глумица. Остварила је неколико десетина улога у позоришту, на филму и телевизији.

## Биографија и каријера
Отац јој се бавио науком, а мајка бизнисом.
Као студенткињу треће године на Факултету драмских уметности ангажује је позоришни редитељ Љубиша Ристић као помоћник Стеве Жигона за представу Хамлет, у којој је играла улогу Орфелије. Године 1970. остварује прву улогу на филмском платну, у филму Зид и ружа. Бави се и макробиотиком и председница је удружења макробиотичара Србије.
Гостујућа је глумица Југословенског драмског позоришта.
Чланица је Удружења за културу, уметност и међународну сарадњу „Адлигат”.
Превела је са енглеског књигу Миле Добић о лечењу карцинома. Држи курсеве керамике.
Њена сестра Јелена Месић живи у Америци; пропутовала је значајан број земаља. Разведена је. Интересује се за парапсихологију.

## Филмографија
| Год.         | Назив                                          | Улога                   |
| ------------ | ---------------------------------------------- | ----------------------- |
| 1970-е       |                                                |                         |
| 1970.        | Зид и ружа                                     |                         |
| 1970.        | Мирина ТВ ступица                              |                         |
| 1972.        | Смех са сцене: Југословенско драмско позориште |                         |
| 1972.        | Светлост из друге куће                         | Clotildina              |
| 1973.        | Писмо                                          |                         |
| 1975.        | Лепеза леди Виндемир (ТВ)                      | Госпођа Агата Карлајл   |
| 1975.        | Карусел                                        |                         |
| 1976.        | Грлом у јагоде                                 | Тамара                  |
| 1977.        | Љубавни живот Будимира Трајковића              | Вукица                  |
| 1977.        | Васа Железнова                                 |                         |
| 1977.        | Специјално васпитање                           | психолог Косара         |
| 1978.        | Пучина                                         | Живковићка              |
| 1980-е       |                                                |                         |
| 1980.        | Петријин венац                                 | Вратарка                |
| 1981.        | Сок од шљива                                   | Митра                   |
| 1981.        | Свињски отац                                   | Судија                  |
| 1981.        | Ерогена зона                                   | Вукица                  |
| 1981.        | Гости из галаксије                             | Cecilie                 |
| 1984.        | Чај у пет                                      | Питерова жена           |
| 1984.        | Камионџије 2                                   | Жена која мења намештај |
| 1985.        | Учини то својски                               | Олга                    |
| 1987.        | Човек у сребрној јакни (ТВ серија)             |                         |
| 1987.        | Увек спремне жене                              | Госпођа Стојановић      |
| 1988.        | Роман о Лондону                                | Госпођица Барсутов      |
| 1988.        | Вања                                           |                         |
| 1990-е       |                                                |                         |
| 1991.        | Вера Хофманова                                 | Лада                    |
| 1991.        | Тераса                                         |                         |
| 1995.        | Отворена врата                                 | Љиљана Мандић           |
| 1999.        | Нож                                            | Миличина тетка          |
| 2000-е       |                                                |                         |
| 2009.        | Београдски фантом                              | Мајка                   |
| 2010-е       |                                                |                         |
| 2015.        | Андрија и Анђелка                              | Мајка                   |
| 2015.        | Смрдљива бајка                                 | Кртица                  |
| 2016.        | Добра жена                                     | Теодора                 |
| 2018.        | Пет                                            | Радмила, Алексина мајка |
| 2020-е       |                                                |                         |
| 2020 — 2022. | Клан (ТВ серија)                               | Мајка Мишића Споменка   |
| 2022.        | Тајне винове лозе                              | Дојна                   |
| 2025.        | Михољско лето (серија)                         |                         |